# سختی راکول

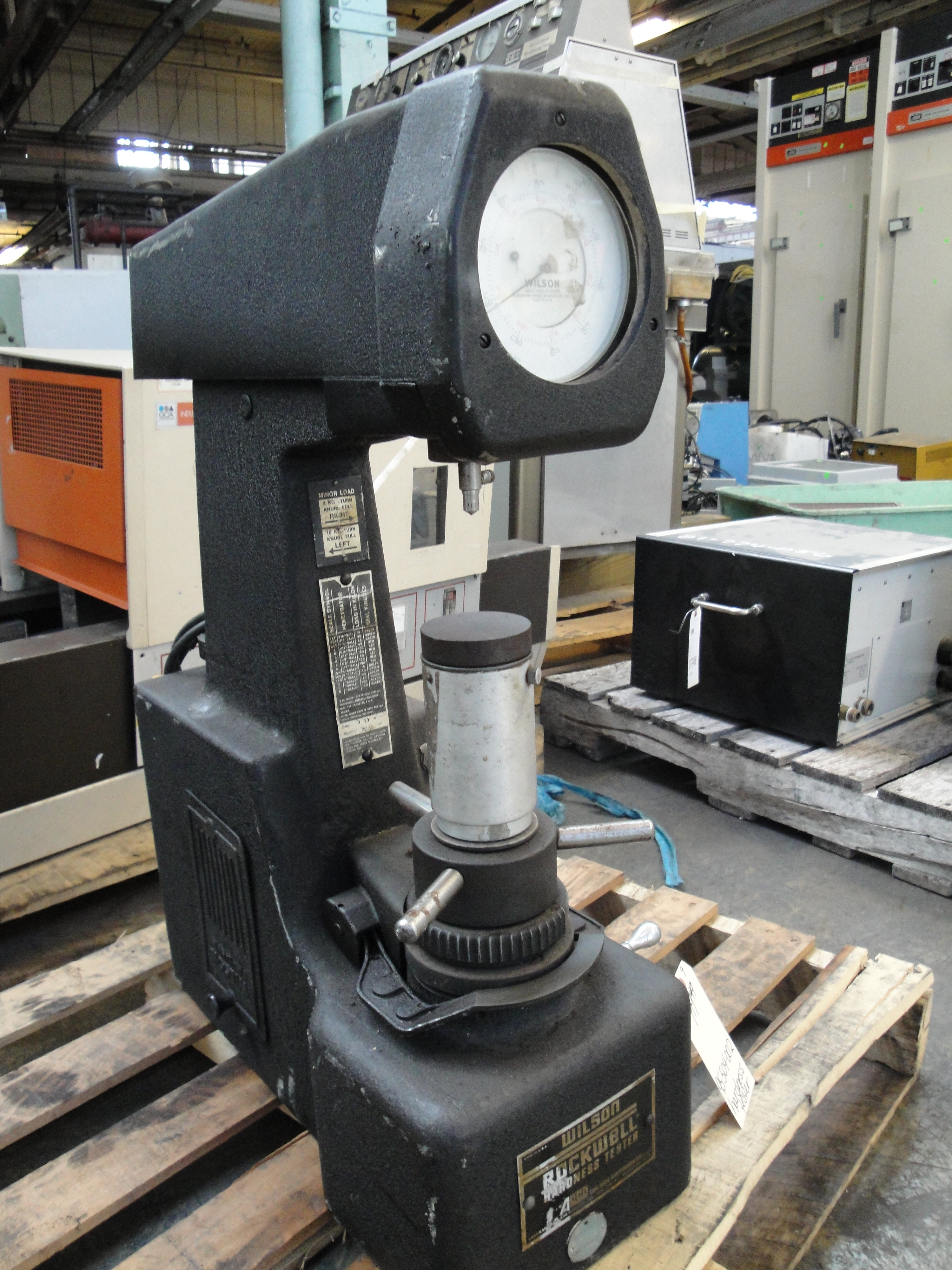
سختی سنج راکول

سختی راکول (به انگلیسی: Rockwell Hardness)، یکی از معیارهای سختی است؛ که بر اساس مقاومت مواد در برابر فرورفتگی است. آزمایش راکول عمق نفوذ یک فرورفتگی را تحت یک بار بزرگ (بار اصلی) در مقایسه با نفوذ ایجاد شده توسط یک پیش بار (بار جزئی) اندازه‌گیری می‌کند. معیارهای مختلفی برای این سختی وجود دارد که هرکدام توسط یک حرف انگلیسی نشان داده می‌شود. و در آنها از بارها یا فرورفتگی‌های متفاوتی استفاده می‌شود. نتیجه یک عدد بدون بعد است که به عنوان HRA, HRB, HRC و … ذکر می‌شود؛ که در آن حرف آخر معیار راکول مربوط است. هنگام آزمایش فلزات، سختی فرورفتگی به صورت خطی با استحکام کششی ارتباط دارد. این روش سختی‌سنجی توسط استنلی راکول در ۱۹۱۹ ابداع شد.

## تاریخچه
اندازه‌گیری سختی عمق تفاضلی در سال ۱۹۰۸ توسط پروفسور وینی پل لودویک (به انگلیسی: Viennese professor Paul Ludwik) در کتاب Die Kegelprobe (به‌طور خام، "آزمایش مخروط") مطرح شد. روش عمق تفاضلی خطاهای مرتبط با عیوب مکانیکی سیستم، مانند عیوب برگشتی و سطح را کم کرد. تست سختی برینل، که در سوئد اختراع شد، آهسته بود، روی فولاد کاملاً سخت شده مفید نبود، و تأثیر زیادی بر جای می‌گذاشت تا مخرب تلقی شود.
هیو ام. راکول (به انگلیسی: Hugh M. Rockwell) و استنلی پی. راکول (به انگلیسی: Stanley P. Rockwell) از کانکتیکات مشترکاً «ماشین سختی سنج راکول» را اختراع کردند. آنها در ۱۵ ژوئیه ۱۹۱۴ برای ثبت اختراع اقدام کردند. لازمه این آزمایشگر تعیین سریع اثرات عملیات حرارتی بر روی نژادهای بلبرینگ فولادی بود. این درخواست متعاقباً در ۱۱ فوریه ۱۹۱۹ تأیید شد و دارای امتیاز ۱۲۹۴۱۷۱ ایالات متحده است. در زمان اختراع، هیو و استنلی راکول هر دو برای شرکت تولیدی
New Departure در بریستول کار می‌کردند. New Departure یک تولیدکننده بزرگ بلبرینگ بود که در سال ۱۹۱۶ بخشی از United Motors و اندکی پس از آن، شرکت General Motors شد.
پس از ترک شرکت کانکتیکات، استنلی راکول، که در آن زمان در سیراکیوز نیویورک بود؛ برای بهبود اختراع اصلی در ۱۱ سپتامبر ۱۹۱۹ درخواست داد که در ۱۸ نوامبر ۱۹۲۴ تأیید شد. آزمایشگر جدید دارای اختراع ۱۵۱۶۲۰۷ ایالات متحده است. راکول به وست هارتفورد در سی تی نقل مکان کرد و در سال ۱۹۲۱ پیشرفت بیشتری کرد. استنلی در سال ۱۹۲۰ با سازنده ابزار چارلز اچ ویلسون از شرکت Wilson-Mauelen همکاری کرد تا اختراع خود را تجاری کند و ماشین‌های تست استاندارد را توسعه دهد. استنلی در حدود سال ۱۹۲۳ یک شرکت عملیات حرارتی به نام Stanley P. Rockwell Company راه اندازی کرد که هنوز در هارتفورد وجود دارد. شرکت ابزار مکانیکی ویلسون که بعداً نامگذاری شد، طی سالها مالکیت خود را تغییر داد و در سال ۱۹۹۳ توسط Instron Corp. خریداری شد.

## مدل‌ها و عملکرد
آزمایش سختی راکول را می‌توان بر روی چندین سختی سنج مختلف انجام داد. با این حال، همه آزمایش کننده‌ها در یکی از سه دسته قرار می‌گیرند. سختی سنج‌های مدل نیمکتی را می‌توان در مدل‌های دیجیتال یا آنالوگ یافت. مدل‌های نیمکت دیجیتال از یک نمایشگر دیجیتالی استفاده می‌کنند و معمولاً آموزش فنی بیشتری برای کار کردن می‌گیرند، در حالی که مدل‌های آنالوگ ساده‌تر عمل می‌کنند و همچنین بسیار دقیق هستند و نتایج را روی یک صفحه جلوی دستگاه نمایش می‌دهند. همه آزمایش کننده‌های مدل نیمکت معمولاً در یک کارگاه یا محیط آزمایشگاهی یافت می‌شوند. سایر تسترها قابل حمل هستند و همه تسترهای قابل حمل در یک مدل دیجیتالی از جمله صفحه نمایش نتایج دیجیتال مشابه با مدل دیجیتال رومیزی عرضه می‌شوند. امروزه، برخی از شرکت‌ها ممکن است کارمندان را سوق دهند تا از این تسترهای قابل حمل استفاده کنند، زیرا ممکن است استفاده از آن‌ها ساده‌ترین و کاربردی‌ترین راه باشد. 

نمودار نیرو آزمون راکول

یکی از برندهای محبوب در میان مهندسان، تستر قابل حمل فاز است که شامل گزینه‌هایی برای انجام چندین نوع تست سختی دیگر از جمله برینل، ویکرز و شور است. ثابت می‌کند که این کارآمدترین شکل آزمایش در حال حرکت در سراسر یک محیط تولیدی است. این همچنین نیاز به نمودار تبدیل را نادیده می‌گیرد زیرا همه کارها در آزمایشگر قابل حمل Phase انجام می‌شود.
تعیین سختی راکول یک ماده شامل اعمال یک بار جزئی و به دنبال آن یک بار عمده است. بار جزئی موقعیت صفر را ایجاد می‌کند. بار اصلی اعمال می‌شود، سپس با حفظ بار جزئی، برداشته می‌شود. عمق نفوذ از مبدأ صفر از صفحه‌ای اندازه‌گیری می‌شود که روی آن ماده سخت‌تر اندازه‌گیری کمتری دارد؛ یعنی عمق نفوذ و سختی با هم نسبت عکس دارند. مزیت اصلی سختی راکول توانایی آن برای نمایش مستقیم مقادیر سختی است، بنابراین محاسبات خسته کننده در سایر تکنیک‌های اندازه‌گیری سختی را حذف می‌کند.
تست راکول بسیار مقرون به صرفه است زیرا از هیچ تجهیزات نوری برای اندازه‌گیری سختی بر اساس فرورفتگی کوچک ساخته شده استفاده نمی‌کند، بلکه تمام محاسبات در داخل دستگاه برای اندازه‌گیری فرورفتگی در نمونه انجام می‌شود و نتیجه واضحی را به روشی ارائه می‌دهد. که در آن به راحتی قابل خواندن و درک یک بار داده شده‌است. این کار همچنین از هر گونه کار مجدد یا تکمیلی که باید قبل و بعد از آزمایش روی نمونه انجام شود جلوگیری می‌کند. با این حال، بررسی مضاعف نمونه‌ها بسیار مهم است، زیرا کوچک‌ترین فرورفتگی‌های حاصل از آزمایش می‌تواند به‌طور بالقوه منجر به اندازه‌گیری نادرست سختی شود و منجر به فاجعه شود. پس از گذشت زمان، فرورفتگی در مقیاس راکول نیز می‌تواند نادرست شود و برای اطمینان از اندازه‌گیری‌های سختی دقیق و دقیق، نیاز به تعویض دارد.

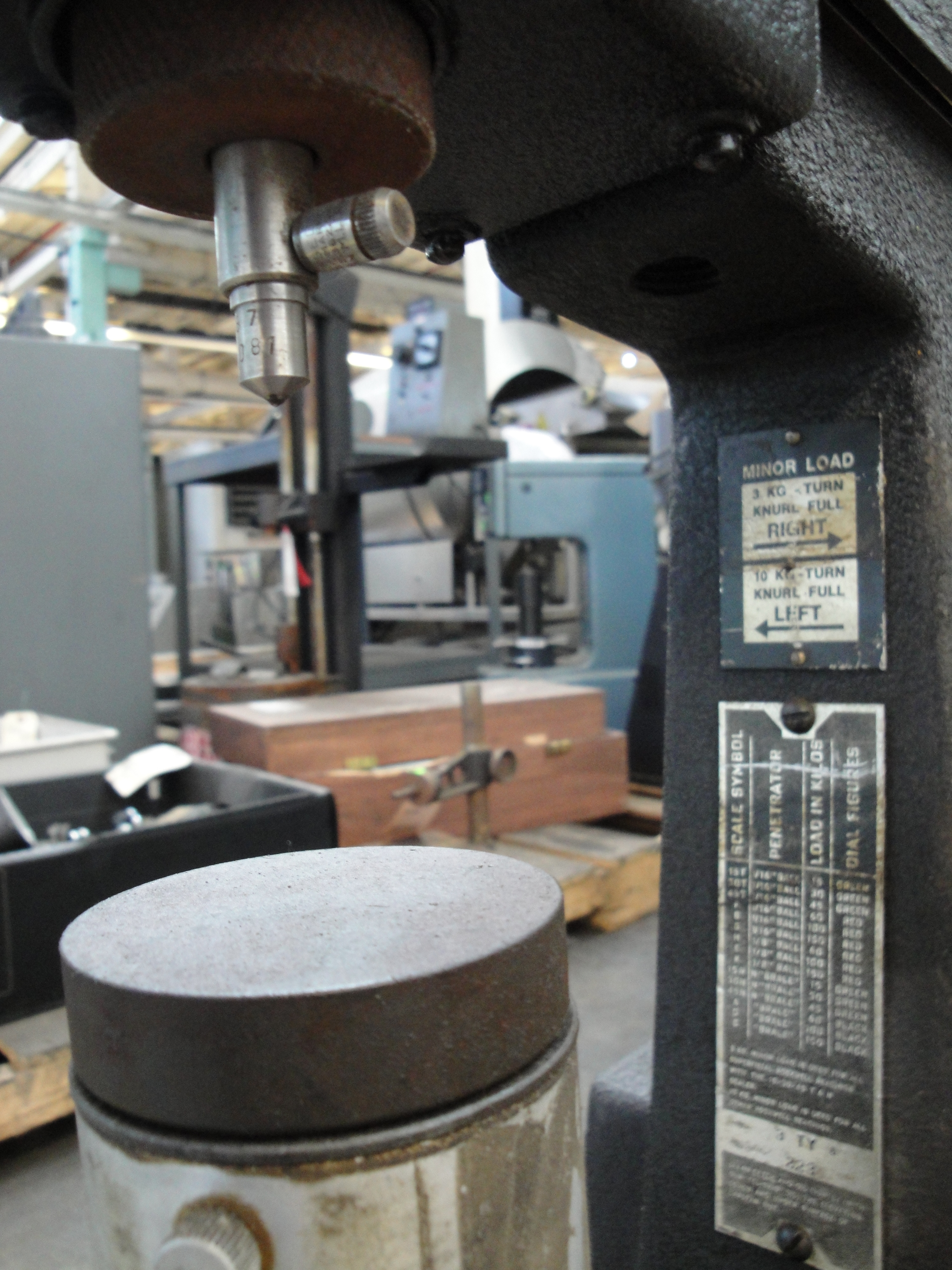
نمای نزدیک از دندانه و سندان روی سختی سنج نوع Rockwell

معادله سختی راکول HR=N-hd است که d عمق بر حسب میلی‌متر (از نقطه بار صفر) است و N و h فاکتورهای مقیاس هستند که به مقیاس آزمون مورد استفاده قرار می‌گیرند.
معمولاً در مهندسی و متالورژی استفاده می‌شود. محبوبیت تجاری آن از سرعت، قابلیت اطمینان، استحکام، وضوح و ناحیه کوچک فرورفتگی ناشی می‌شود.
مراحل عملیات سختی سنج‌های قدیمی راکول:
- بارگذاری یک نیروی اولیه: آزمایش سختی راکول نیروی آزمایش اولیه 10kgf (98 N; 22 lbf) است؛ آزمون سختی راکول سطحی نیروی آزمایش اولیه 3kgf (29 N; 6.6 lbf).
- بار اصلی: مرجع زیر فرم / جدول «مقیاس‌ها و مقادیر».
- بار اصلی را برای «زمان ماندن» به اندازه کافی برای توقف تو رفتگی بگذارید.
- بار را رها کنید؛ مقدار Rockwell معمولاً به‌طور خودکار روی صفحه یا صفحه نمایش نمایش داده می‌شود.

برای بدست آوردن قرائت قابل اعتماد، ضخامت قطعه آزمایش باید حداقل ۱۰ برابر عمق فرورفتگی باشد. همچنین، قرائت‌ها باید از یک سطح عمود صاف گرفته شود، زیرا سطوح محدب خوانش‌های پایین‌تری دارند. اگر قرار باشد سختی یک سطح محدب اندازه‌گیری شود، می‌توان از ضریب تصحیح استفاده کرد.

## معیارها
| معیار | مخفف | بار     | فرورونده                    | کاربرد                                         |
| ----- | ---- | ------- | --------------------------- | ---------------------------------------------- |
| A     | HRA  | 60 kgf  | مخروط الماسی ‎۱۲۰°‎           | فولادهای نازک و سخت‌کاری سطحی شده               |
| B     | HRB  | 100 kgf | کره فولادی با قطر ۱/۱۶ اینچ | آلیاژهای آلومینیوم، آلیاژهای مس و فولادهای نرم |
| C     | HRC  | 150 kgf | مخروط الماسی ‎۱۲۰°‎           | فولادهای سخت، آلیاژهای تیتانیوم                |
| D     | HRD  | 100 kgf | مخروط الماسی ‎۱۲۰°‎           | آهن مالیبل پرلیتی                              |
| E     | HRE  | 100 kgf | کره فولادی با قطر ۱/۸ اینچ  | چدن، آلیاژهای آلومینیوم منیزیم                 |
| F     | HRF  | 60 kgf  | کره فولادی با قطر ۱/۱۶ اینچ | آلیاژهای مس آنیل‌شده                            |
| G     | HRG  | 150 kgf | کره فولادی با قطر ۱/۱۶ اینچ | برلیم-مس، آهن‌های مالیبل                        |
| H     | HRF  | 60 kgf  | کره فولادی با قطر ۱/۸ اینچ  | آلومینیوم، روی، سرب                            |
| K     | HRF  | 150 kgf | کره فولادی با قطر ۱/۸ اینچ  | مواد بسیار نرم یا نازک                         |
| L     | HRF  | 60 kgf  | کره فولادی با قطر ۱/۴ اینچ  | مواد بسیار نرم یا نازک                         |
| M     | HRF  | 100 kgf | کره فولادی با قطر ۱/۴ اینچ  | مواد بسیار نرم یا نازک                         |
| P     | HRF  | 150 kgf | کره فولادی با قطر ۱/۴ اینچ  | مواد بسیار نرم یا نازک                         |
| R     | HRF  | 60 kgf  | کره فولادی با قطر ۱/۲ اینچ  | مواد بسیار نرم یا نازک                         |
| S     | HRF  | 100 kgf | کره فولادی با قطر ۱/۲ اینچ  | مواد بسیار نرم یا نازک                         |
| V     | HRF  | 150 kgf | کره فولادی با قطر ۱/۲ اینچ  | مواد بسیار نرم یا نازک                         |

## استانداردها

### ASTM
- ASTM D785: Standard Test Method for Rockwell Hardness of Plastics and Electrical Insulating Materials
- ASTM E18: Standard methods for rockwell hardness and rockwell superficial hardness of metallic materials

### ISO
- ISO 6508-1: Metallic materials—Rockwell hardness test—Part 1: Test method (scales A, B, C, D, E, F, G, H, K, N, T)
- ISO 2039-2: Plastics—Determination of hardness—Part 2: Rockwell hardness